# Cadrage verbal ou satellitaire
En typologie linguistique, on dit qu'une langue est à cadrage verbal ou à cadrage satellitaire (alternativement à cadre verbal / à cadre de satellite - en anglais verb-framed / satellite-framed) selon la façon dont elle exprime le mode et la direction d'un mouvement. Suivant les langues ou les situations, ces notions peuvent s'exprimer soit directement au niveau du radical verbal, soit par une particule associée (le « satellite »), telle qu'un adverbe ou un affixe. La distinction a été proposée par Leonard Talmy.
Dans les langues à cadrage satellitaire, les verbes expriment généralement le mode de déplacement (marcher, courir, rouler, glisser, ramper, grimper, voler, nager, etc.) et la direction est signalée par une particule associée. C'est typiquement le cas des langues germaniques comme l'allemand ou l'anglais.
Dans les langues à cadrage verbal, il existe un grand nombre des verbes spécifiques pour indiquer la direction (entrer, sortir, monter, descendre, traverser, passer, longer, etc.) ; le mode de déplacement peut ne pas être exprimé, ou l'être par un complément circonstanciel de manière, souvent un autre verbe indiquant le mode de déplacement, mis au participe ou au gérondif. C'est le cas des langues romanes comme le français ou l'espagnol.
Le même contraste peut s'étendre à l'expression du changement quant à son mode de réalisation et au résultat obtenu, dont les rôles correspondent respectivement au mode de déplacement et à la direction pour le mouvement.
Le tableau comparatif qui suit présente quelques exemples. On observera qu'une différence typologique de cadrage entre deux langues se manifeste souvent en traduction par la nécessité de procéder à un « chassé-croisé » dans l'expression du déplacement pour obtenir un résultat naturel dans la langue d'arrivée.
| Cadrage verbal                        | Cadrage verbal                 | Cadrage satellitaire              | Cadrage satellitaire               |
| Français                              | Espagnol                       | Allemand                          | Anglais                            |
| ------------------------------------- | ------------------------------ | --------------------------------- | ---------------------------------- |
| Il entra en courant.                  | Entró corriendo.               | Er lief hinein.                   | He ran in.                         |
| Elle traversa la rivière à la nage.   | Atravesó el río a nado.        | Sie durchschwamm den Fluss.       | She swam across the river.         |
| Descendez du train sur la gauche.     | Bajen del tren a la izquierda. | Steigen Sie links aus dem Zug.    | Step out of the train to the left. |
| Il ouvrit la porte d'un coup de pied. | Abrió la puerta de una patada. | Er stieß die Tür mit dem Fuß auf. | He kicked the door open.           |
| J'allume la lumière.                  | Prendo la luz.                 | Ich mache das Licht an.           | I turn the light on.               |
| J'éteins la lumière.                  | Apago la luz.                  | Ich mache das Licht aus.          | I turn the light off.              |

Il importe de noter, comme souvent en typologie linguistique, qu'il s'agit de tendances générales entre lesquelles existe un continuum de possibilités, non d'une répartition exclusive. En pratique, une langue réalise rarement un type pur.
L'anglais par exemple, selon ce que laisse attendre son origine germanique, est fondamentalement à cadrage satellitaire. Il possède cependant un certain nombre de verbes de déplacement, lesquels sont de façon révélatrice d'origine française ou latine et souvent propres à un registre de langue soutenu : par exemple enter, exit, ascend, descend - l'usage courant préférant les verbes à particule go in, go out, go up, go down.
À l'inverse, le français, bien que favorisant le cadrage verbal, n'exclut pas les tournures à satellite : Il grimpe en haut de la colline. Elle se précipita dans la pièce. Je me promenais le long de la rivière.